# ارنست استاورو بلوفلد
ارنست استاورو بلوفلد (به انگلیسی: Ernst Stavro Blofeld)، شخصیت داستانی شرور در فیلم‌ها و رمان‌های جیمز باند است و توسط ایان فلمینگ خلق شده‌است. او که مغز متفکر جنایت با آرزوی تسلط بر جهان است، دشمن اصلی جیمز باند به‌شمار می‌رود. بلوفلد رئیس سازمان تبهکاری اسپکتر (به انگلیسی: SPECTRE) است و در این سازمان معمولاً با نام مستعار مجری شماره ۱ شناخته می‌شود. در رمان‌های فلمینگ، بلوفلد به‌عنوان مردی عظیم‌الجثه و شکم‌دار، با ۱/۹۰ متر قد و وزنی معادل ۱۲۵ کیلوگرم توصیف شده‌است.
بلوفلد پرتکرارترین شخصیت منفی در داستان‌های جیمز باند است که در سه رمان ظاهر شده یا ردپایش دیده می‌شود: گلوله آتشین، در خدمت سرویس مخفی ملکه و فقط دوبار زندگی می‌کنید. او همچنین در هشت فیلم از تولیدات شرکت ایون پروداکشنز با نام‌های از روسیه با عشق (۱۹۶۳)، گلوله آتشین (۱۹۶۵)، فقط دو بار زندگی می‌کنید (۱۹۶۷)، در خدمت سرویس مخفی ملکه (۱۹۶۹)، الماس‌ها همیشگی‌اند (۱۹۷۱)، فقط برای چشمان تو (۱۹۸۱) که سکانس پیش از عنوان این فیلم، مرگ شخصیتی بی‌نام شبیه به شخصیت بلوفلد را نشان می‌دهد، اسپکتر (۲۰۱۵) و زمانی برای مردن نیست (۲۰۲۱) حضور دارد. شخصیت بلوفلد در دو فیلم آخر که در ادامه راه‌اندازی مجدد مجموعه با کازینو رویال (۲۰۰۶) بودند، از نو احیا شد. بلوفلد در فیلم دیگر هرگز نگو هرگز (۱۹۸۳) نیز حضور دارد که توسط یک شرکت فیلم‌سازی مستقل ساخته شد و نسخه بازسازی‌شده فیلم گلوله آتشین بود.
نقش سینمایی بلوفلد را دونالد پلزنس، تلی ساوالاس، چارلز گری، ماکس فون سیدو و کریستف والتس بازی کرده‌اند. در ابتدا قرار بود چهره بلوفلد را هرگز در فیلم‌ها نشان ندهند و فقط نمای نزدیک از دستان او را حین نوازش گربه ایرانی سفید و چشم آبی‌اش نمایش دهند. چهره بلوفلد برای اولین‌بار در فیلم تنها دوبار زندگی می‌کنید و در صحنه معرفی خودش به جیمز باند آشکار می‌شود.
شخصیت جنایتکار در بسیاری از داستان‌های عامه‌پسند با الهام از ویژگی‌های ارنست بلوفلد خلق شده‌اند و اغلب از صحنه نوازش گربه سفید به‌عنوان کنایه‌ای به شخصیت او یاد می‌شود. تقلید از شخصیت بلوفلد را می‌توان در مجموعه فیلم‌های آستین پاورز (با شخصیت دکتر اویل و گربه‌اش آقای بیگلسورث)، کارتون‌های بازرس گجت (با شخصیت دکتر کلاو و حیوان خانگی‌اش) و موش خطرناک (با شخصیت بارون سیلاس) مشاهده کرد.

## شخصیت
ایان فلمینگ در رمان گلوله آتشین (در سال ۱۹۶۱) اطلاعاتی در مورد پیشینه بلوفلد آورده‌است. طبق این رمان، بلوفلد در ۲۸ مه ۱۹۰۸ (که تاریخ تولد فلمینگ نیز هست) در گدینگن در امپراتوری آلمان (امروزه واقع در گدنیا در لهستان) به‌دنیا آمد. پدرش، ارنست جورج بلوفلد، لهستانی و مادرش، ماریا استاورو میکلوپولوس، یونانی بود. از این رو، بعدا نام میانی یونانی استاورو را برای خودش برگزید. پس از جنگ جهانی اول، بلوفلد تابعیت لهستانی دریافت کرد. او در جوانی در رشته‌های علوم اجتماعی و همچنین در رشته‌های علوم طبیعی و فناوری تحصیل کرده‌بود و ابتدا از دانشگاه ورشو در رشته تاریخ سیاسی و اقتصاد و سپس از دانشگاه صنعتی ورشو در رشته مهندسی و رادیونیک فارغ‌التحصیل شد. بلوفلد بعداً در وزارت پست و تلگراف لهستان استخدام شد و به یک موقعیت حساس ارتباطی منصوب شد که از آن برای خرید و فروش سهام در بورس اوراق بهادار ورشو بهره برد.
بلوفلد با پیش‌بینی جنگ جهانی دوم، از سیم‌های محرمانه مشابه‌سازی کرد و آنها را به‌صورت نقدی به آلمان نازی فروخت. قبل از حمله آلمان به لهستان در سال ۱۹۳۹، او تمام مدارک شناسایی خود را از بین برد و ابتدا به سوئد و سپس به ترکیه رفت و در آنجا برای رادیوی ترکیه کار کرد و شروع به تأسیس سازمان اطلاعاتی خصوصی خود نمود. او در طول جنگ، به هر دو طرف اطلاعات می‌فروخت. پس از شکست اروین رومل، او تصمیم گرفت از تلاش‌های متفقین حمایت کند. پس از پایان جنگ، مدال‌های متعددی از سوی قدرت‌های متفقین به بلوفلد اعطا شد. بلوفلد قبل از تأسیس سازمان تبهکاری اسپکتر، به‌طور موقت به آمریکای جنوبی نقل مکان کرده‌بود.
در رمان برای خدمات ویژه که در سال ۱۹۸۱ توسط جان گاردنر نوشته‌شد، آمده که بلوفلد دختری به‌نام نینا از یک روسپی فرانسوی داشته‌است.
اگرچه فلمینگ هرگز این موضوع را تأیید نکرد، اما تصور می‌شود که بلوفلد بر اساس شخصیت یک دلال اسلحه اهل یونان به‌نام باسیل زهاروف خلق شده‌است. همچنین اعتقاد بر این است که نام بلوفلد از توماس بلوفلد پدر هنری بلوفلد، کارشناس بازی‌های کریکت برگرفته‌شده. توماس بلوفلد کسی بود که فلمینگ با او به مدرسه می‌رفت. هنری بلوفلد در برنامه فقط یک دقیقه در رادیو بی‌بی‌سی ۴ عنوان کرده‌بود که: با این کار، ایان از نام پدرم به بدی یاد کرده.

## در رمان‌ها
بلوفلد در سه رمان ایان فلمینگ حضور دارد. برای اولین‌بار، او در رمان گلوله آتشین (در نقش رئیس سازمان اسپکتر) ظاهر می‌شود و توطئه‌ای طراحی می‌کند که توسط دومین فرمانده‌اش، امیلیو لارگو، اجرا می‌شود. بلوفلد از لحاظ جسمی، مردی عظیم‌الجثه توصیف شده که حدود ۱۲۵ کیلوگرم وزن دارد و قبلا قهرمان مبتدیان وزنه‌برداری بوده؛ اما در میانسالی به‌شدت چاق شده‌است. او موهای کوتاه و سیاه، چشمان مشکی (مشابه بنیتو موسولینی)، مژه‌های پرپشت، دهان نازک و دست‌ها و پاهای بلند دارد. نفسش بوی تند نعناع می‌دهد که به‌خاطر مصرف مواد طعم‌دار است و عادت دارد قبل از ارائه اخبار بد، آنها را مصرف کند.

## در فیلم‌ها
به تصویر کشیدن بلوفلد در فیلم تأثیر زیادی بر تصویر ابرشرورها و (همراه با تصویر دون ویتو کورلئونه در پدرخوانده) از روسای مافیا چه در فیلم‌ها و چه در رسانه‌های چاپی داشت، زیرا از اولین حضورش در پرده سینما در سال ۱۹۶۳، او را تحت تأثیر قرار داد. برخی «استانداردها» را که برای دهه‌ها تقلید می‌شد، ایجاد کرد، مانند هویت‌های اسرارآمیز، به تصویر کشیده شدن در حال نوازش حیوان خانگی و چهره‌ای که توسط تماشاگر یا شخصیت دیدگاه دیده نمی‌شود، و مفهوم اجرای تماشایی زیردست‌هایی که موفق به شکست دادن قهرمان اصلی نمی‌شوند.
جدول زمانی اصلی
در مجموعه فیلم‌های جیمز باند، ارنست بلوفلد ابتدا در فیلم از روسیه با عشق (۱۹۶۳) و سپس در فیلم گلوله آتشین (۱۹۶۵) ظاهر می‌شود. در این دو فیلم، نام او هرگز به زبان نمی‌آید و چهره‌اش دیده نمی‌شود. فقط پایین‌تنه او در حین نوازش گربه سفید خود دیده می‌شود.
در اصل، در سرویس مخفی ملکه قرار بود این پیچ و تاب وجود داشته باشد که بلوفلد برادر دوقلوی اوریک گلدفینگر است و توسط گرت فروبه به تصویر کشیده می‌شود. با این حال، این طرح زمانی که به نفع تنها دوبار زندگی می‌کنید به تأخیر افتاد لغو شد. یان وریچ بازیگر اهل چک توسط تهیه‌کننده هری سالتزمن برای بازی در نقش بلوفلد در فیلم تنها دوبار زندگی می‌کنید انتخاب شد. آلبرت آر. بروکلی تهیه‌کننده و لوئیس گیلبرت کارگردان، پس از ورود او به صحنه فیلمبرداری Pinewood، احساس کردند که او انتخاب بدی است. با این وجود، گیلبرت در تلاش برای انجام کار بازیگری، فیلمبرداری را ادامه داد. پس از پنج روز، هم گیلبرت و هم بروکلی به این نتیجه رسیدند که وریچ به اندازه کافی جذاب نیست، و دونالد پلزنس را برای این نقش انتخاب کردند - بهانه رسمی این بود که وریک بیمار بود.
در حضور سوم، چهارم و پنجم - You Only Live Twice, On Her Majesty's Secret Service و Diamonds Are Forever - او شرور اصلی است که با باند رو در رو ملاقات می‌کند. در طول سکانس آغازین الماس‌ها همیشه هستند، باند بی وقفه به دنبال بلوفلد می‌گردد و او را در حال نظارت بر تبدیل یک بدل شبیه به خود با استفاده از جراحی پلاستیک می‌یابد. باند بدل را در حمام گلی غرق می‌کند و بلوفلد را با هل دادن به داخل یک استخر آتشفشانی می‌کشد و می‌گوید: «به جهنم خوش آمدی، بلوفلد». پس از تیتراژ، ام به باند می‌گوید که حالا که بلوفلد مرده و تمام شده‌است، انتظار دارد باند در «کار ساده و محکمی» شرکت کند. البته معلوم می‌شود که مردی که باند کشته‌ است بدل بلوفلد بود.

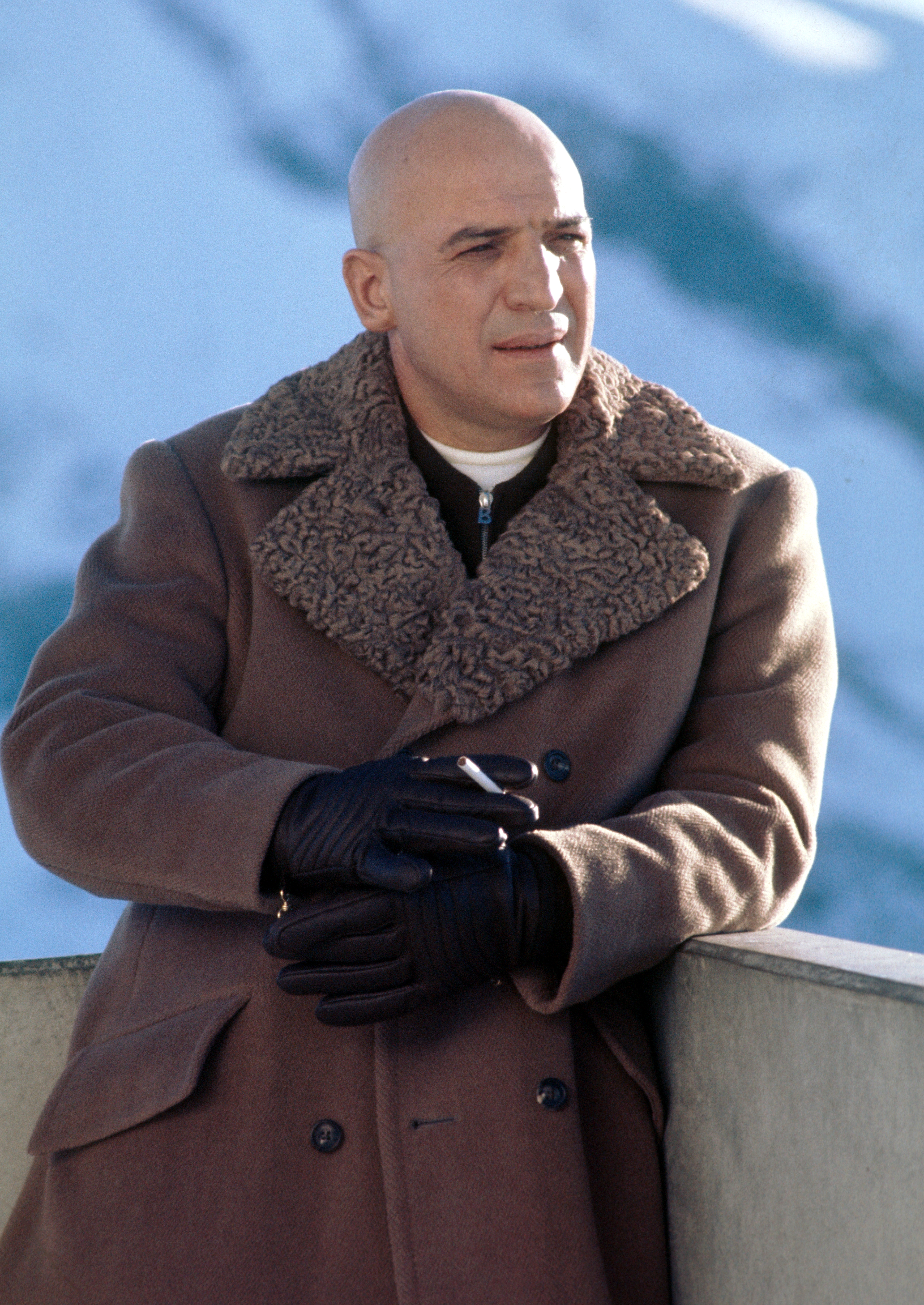
تلی ساوالاس در نقش ارنست استاورو بلوفلد.

در فیلم در خدمت سرویس مخفی ملکه ، او قاتل واقعی تریسی باند (دایانا ریگ) نیست. او ماشینی را رانندگی می‌کند که ایرما بنت (ایلسه استپت) از آن دقایقی پس از ازدواج ترسی با باند به سمت ماشین آنها تیر اندازی‌ می کند.
در ششمین حضور - در سکانس آغازین فقط بخاطر چشمان تو - او یک شرور ناشناس، طاس و شرور است که از ویلچر استفاده می‌کند و تلاش می‌کند یک بار دیگر باند را بکشد. بلوفلد بی‌نام باقی مانده‌است و در تیتراژ پایانی فیلم با عنوان «مرد سر کچل با گربه سفید» ذکر شده‌است. تنها سرنخ‌های هویت او گربه سفید علامت تجاری است، لباس‌هایی شبیه به حضورهای قبلی‌اش روی صفحه، دیالوگ‌هایی که نشان می‌دهد او و باند قبلاً ملاقات کرده‌اند، و این واقعیت که صحنه با ادای احترام باند بر سر قبر تریسی آغاز می‌شود. تهیه‌کنندگان آن را به عنوان وسیله ای برای ایجاد «پیوند تداوم فوری» در صورت حضور بازیگر جدیدی در نقش باند در نظر می‌گیرند (اگرچه این پنجمین حضور راجر مور در نقش باند بود). ناشناس ماندن شخصیت شرور به دلیل اختلاف حقوقی بین کوین مک کلوری و Eon Productions بر سر حق چاپ تاندربال بود.
ظاهر بلوفلد با توجه به بازیگر شخصیت و تولید تغییر می‌کند. او یک سر پر از موهای مشکی در فیلم از روسیه با عشق و گلوله آتشین دارد. سر طاس و زخم دوئل صورت در تنها دوبار زندگی می‌کنید. سر طاس بدون زخم یا لاله گوش در سرویس مخفی ملکه. و موهای خاکستری نقره ای در الماس ها همیشگی اند. این دگردیسی با تصویر ادبی فلمینگ از یک جنایتکار استاد که تمام تلاش خود را برای حفظ ناشناس ماندن خود، از جمله استفاده از جراحی پلاستیک، انجام می‌دهد، مطابقت دارد. او اغلب یک ژاکت بدون یقه می‌پوشد که به‌طور آزاد بر اساس کت نهرو یا کت و شلوار مائو است، ویژگی ای که در جعلیاتی مانند سری آستین پاورز استفاده می‌شود، اگرچه در دو حضور اولیه خود در فیلم او یک کت و شلوار رسمی مشکی می‌پوشد.
تداوم راه‌اندازی مجدد
بلوفلد در فیلم اسپکتر (با بازی کریستف والتس) با پیشینه جدید ظاهر شد. در این فیلم، نام واقعی او فرانتس اوبرهاوزر است. پدرش، هانس اوبرهاوزر (شخصیتی از داستان کوتاه اختاپوس) و قیّم قانونی جیمز باند (با بازی دنیل کریگ) بوده که پس از یتیم‌شدن باند در ۱۱ سالگی، او را به فرزندخواندگی قبول کرده‌بود. فرانتس در جوانی از باند کینه داشت زیرا بیشتر از او مورد علاقه پدرش بوده. همین موضوع او را به کشتن پدرش و جعل مرگ خودش سوق می‌دهد. از آن پس، نام مستعار ارنست استاورو بلوفلد را که از نام خانوادگی مادرش گرفته‌بود، برای خود برگزید و بعد از مدتی، سازمان تبهکاری بین‌المللی اسپکتر را تشکیل داد. علاوه‌بر این، در فیلم اسپکتر مشخص می‌شود که شخصیت‌های منفی فیلم‌های جیمز باند دوران کریگ، شامل لوشیفر (مس میکلسن)، آقای وایت (یسپر کریستین)، دومینیک گرین (ماتیو آمالریک) و رائول سیلوا (خاویر باردم) همه برای سازمان اسپکتر کار می‌کردند.
باند در حین تحقیق دربارهٔ یک شبکه تروریستی در سراسر جهان که بعداً مشخص شد اسپکتر است، با بلوفلد روبرو می‌شود. باند متوجه می‌شود که بلوفلد در تلاش است تا با کمک مأمور سرویس اطلاعات مشترک خیانتکار مکس دنبیگ (اندرو اسکات) کنترل Nine Eyes، یک برنامه نظارتی جهانی را در دست بگیرد و برای توجیه وجود برنامه، حملات تروریستی را ترتیب دهد. باند و مادلین سوان (لیا سیدو)، دختر آقای وایت، با بلوفلد در پایگاه بیابانی اش روبرو می‌شوند، جایی که او از مسئول چندین تراژدی در زندگی باند، از جمله مرگ معشوقش وسپر لیند (اوا گرین) و ام قبلی (جودی دنچ)ابراز خوشحالی می‌کند. او سپس برادر خوانده سابق خود را با بستن او به صندلی مکانیکی که برای برداشتن چشم‌های باند برنامه‌ریزی شده بود، شکنجه می‌کند. اما در آخرین ثانیه، باند صندلی را با ساعت انفجاری که کیو (بن ویشاو) به او داده بود، منفجر می کند. در این انفجار بلوفلد چشم راست خود را از دست می‌دهد. با این وجود، بلوفلد موفق به فرار می‌شود. باند در نهایت نقشه‌های بلوفلد را خنثی می‌کند و فرصتی برای کشتن او پیدا می‌کند، اما تصمیم می‌گیرد از جان او بگذرد و گرت مالوری (رالف فاینس)، ام فعلی، بلوفلد را بازداشت می‌کند.
بلوفلد، که دوباره توسط والتز به تصویر کشیده شد، در فیلم باند ۲۰۲۱ زمانی برای مردن نیست ظاهر می‌شود. او از زمان دستگیری اش به مدت پنج سال در سلول انفرادی در زندان بلمارش نگهداری می‌شود، اما به‌طور مخفیانه اسپکتر را اداره می‌کند در حالی که تظاهر به جنون می‌کند. بلوفلد از عواملی می‌خواهد که سلاح بیولوژیکی «هراکلس» را بدزدند و باند را به یک جلسه مأموران بلندپایه اسپکتر به امید آلوده کردن و کشتن او فریب دهند.
با این حال، نقشه بلوفلد توسط لوشیفر سافین (رامی ملک) که کل خانواده اش به دستور بلوفلد توسط آقای وایت به قتل رسید، خراب شد. سافین دارای سلاح زیستی است که توسط دانشمند سرکش MI6 والدو اوبروچف (دیوید دنچیک) تغییر داده شده‌است، به‌طوری که به جای باند، تمام عوامل اسپکتر را از بین می‌برد. سپس سافین سوان را مجبور می‌کند تا بلوفلد را با سویه ای از هراکلس که DNA او را هدف قرار می‌دهد، آلوده کند. سوان در حین شرکت در بازجویی باند از بلوفلد، قبل از اینکه نقشه سافین را اجرا کند، ناخودآگاه سلاح زیستی را به باند می‌دهد. بلوفلد فاش می‌کند که باند را فریب داده‌است تا فکر کند سوان پنج سال قبل به او خیانت کرده‌است و در نتیجه باند به رابطه آنها پایان داد. باند اعصاب خود را از دست می‌دهد و شروع به خفه کردن بلوفلد می‌کند. این تماس باعث می‌شود بلوفلد در عرض چند ثانیه تسلیم عفونت شود و مدت کوتاهی پس از آن می‌میرد.
این تجسم که یک ژاکت بدون یقه می‌پوشد و دارای موهایی پر است که به ترتیب یادآور نسخه‌های دونالد پلزنس، چارلز گری و تلی ساوالاس از شخصیت است. تغییر شکل او بعداً در فیلم بازتاب زخم و چشم کور نسخه پلزنس است. او همچنین برای مدت کوتاهی با یک گربه سفید نشان داده می‌شود که به طرز چشمگیری شبیه به گربه ای از فیلم‌های دوران شان کانری است.

## جدول حضور فیلم
| سال  | فیلم                    | بازیگر و یادداشت‌ها | وضعیت پس از پایان فیلم                                                                                     |
| ---- | ----------------------- | --- | --- |
| ۱۹۶۳ | از روسیه با عشق         | آنتونی داوسون به عنوان بازیگر (فقط دست‌ها و پشت سر دیده می‌شود)، اریک پولمن به عنوان صداپیشه. تیتراژ پایانی یک علامت سؤال به جای نام بازیگر در قسمت "ارنست بلوفلد" ذکر شده‌است (البته در فیلم فقط از او به عنوان "شماره یک" یاد می‌شود). | مشارکت فعال/غیر مستقیم در این زمینه. هرگز با باند تماسی ندارد.                                             |
| ۱۹۶۵ | گلوله آتشین             | آنتونی داوسون به عنوان بازیگر (فقط دست‌ها و پشت سر دیده می‌شود)، اریک پولمن به عنوان صداپیشه، هر دو نامشخص است. در تیتراژ پایانی بلوفلد ذکر نشده‌است (شاید به دلیل این واقعیت است که از او فقط به عنوان "شماره یک" در فیلم یاد می‌شود). | مشارکت فعال/غیر مستقیم در این زمینه. هرگز با باند تماسی ندارد                                              |
| ۱۹۶۷ | فقط دوبار زندگی می‌کنید  | دونالد پلزنس در نقش بلوفلد ظاهر می‌شود. برخی از صحنه‌ها، دست او را درحال نوازش گربه نشان می‌دهند و یک دسته مو درست بالای پشت صندلی او دیده می‌شود. درنهایت، چهره بلوفلد با یک چشم سفید تقلبی و زخم روی صورتش آشکار می‌شود. | از ناحیه دست راستش توسط شوریکن مجروح شد. فرار می‌کند.                                                       |
| ۱۹۶۹ | در خدمت سرویس مخفی ملکه | تلی ساوالاس در نقش بلوفلد ظاهر می‌شود با لاله‌های گوش برداشته شده تا ادعای یک عنوان نجیب را تأیید کند. | درحالی که گردنش آسیب دیده فرار می‌کند؛ او راننده قتل تریسی بود                                              |
| ۱۹۷۱ | الماس‌ها همیشگی‌اند       | چارلز گری در نقش بلوفلد، به‌صورت دونفر ظاهر می‌شود که هردو از طریق جراحی پلاستیک تغییر شکل داده‌اند. | او سعی می‌کند با Bathosub خود فرار کند، اما باند کنترل آن را به دست می‌آورد و آن را به اتاق کنترل می‌اندازد.  |
| ۱۹۸۱ | فقط بخاطر چشمان تو      | جان هالیس به عنوان بازیگر و پیتر مارینکر به عنوان صداپیشه. چهره بلوفلد از نمای نزدیک دیده نمی‌شود و از نام او استفاده نمی‌شود، به دلیل نبرد حقوقی با کوین مک کلوری که در تفسیر دی وی دی فیلم فاش شده‌است. | باند بلوفلد را با هلیکوپتر به داخل دودکش صنعتی انداخت و او را کشت۰                                         |
| ۲۰۱۵ | اسپکتر                  | کریستف والتس; او که اصالتاً اتریشی شناخته می‌شود، ابتدا با نام تولدش به نام «فرانتس اوبرهاوزر» شناخته می‌شود، اما فاش می‌کند که پس از جعل کردن مرگ خود، شروع به استفاده از نام مادرش «بلوفلد» کرده‌است. بعداً در فیلم، باند او را در یک انفجار بد شکل می‌کند و چشمی شیری رنگ و زخمی روی صورتش باقی می‌گذارد که یادآور نقش دونالد پلیزنس از شخصیت است. | دستگیر شده توسط باند و دستگیر شده توسط M. در حال حاضر در بازداشت MI6.                                      |
| ۲۰۲۱ | زمانی برای مردن نیست    | کریستف والتس | پس از اینکه باند در طی بازجویی ناخودآگاه او را با سلاح‌های زیستی مبتنی بر DNA "هراکلس" آلوده می‌کند، می‌میرد. |